# Punifingék (South Park)
A Punifingék (eredetileg angolul Eat, Pray, Queef) a South Park című amerikai animációs filmsorozat 185. része (a 13. évad 4. epizódja). Elsőként 2009. április 1-én sugározták az Amerikai Egyesült Államokban. Magyarországon 2009. december 11-én mutatta be először az MTV. A történet szerint a South Park-i férfiakat feldühíti, amikor a szellentős poénokkal teletűzdelt Terrance és Phillip című sorozat helyett új, hasonlóan altesti poénokat tartalmazó, ám ezúttal nőknek szóló műsor kerül adásba.
Az epizódot – mely az Amerikai Egyesült Államokban TV MA L korhatár-besorolást kapott – Trey Parker, a sorozat társalapítója írta és rendezte. Parker és Matt Stone az eredeti tervek szerint a nővéreknek szentelte volna a teljes epizódot (a Terrance & Phillip lukam nélkül soha című rész koncepciójához hasonlóan), de ez utóbbi epizód kedvezőtlen rajongói fogadtatására visszagondolva elvetették az ötletet. Az epizód cselekménye feminista üzenetet közvetít, bemutatja a nemek között még mindig létező kettős mércét, valamint a férfiak és nők egyenlőségét hangsúlyozza.
A bemutatót többségében pozitív kritikák követték. A premiert a Nielsen Media Research adatai alapján több mint hárommillió háztartásban követték figyelemmel, ezáltal a Comedy Central legnézettebb műsora volt az adott hét folyamán. Az eredeti cím utalás Elizabeth Gilbert Ízek, imák, szerelmek (angolul Eat, Pray, Love) című könyvére, de a cselekmény során célzások történnek Martha Stewart személyére, illetve a Mad Max 2. – Az országúti harcos című filmre is. A rész végén a South Park-i férfiak egy, a We Are the Worldhöz hasonló jótékonysági dalt énekelnek el. A Punifingék a 13. évad többi epizódjával együtt 2010. március 16-án jelent meg az Államokban, DVD-n és Blu-ray discen.

## Cselekmény
|  | Alább a cselekmény részletei következnek! |

Az általános iskolában a fiúk izgatottak, mert a tévében hamarosan kezdetét veszi a Terrance és Phillip Show újabb epizódját, miután az előző évad vége egy lezáratlan történettel ért véget. A lányok nem értik, hogy mi olyan vicces a sorozatra jellemző szellentős poénokban, ezt meghallva Eric Cartman leszellent egy kislányt. A fiúk Cartman házában gyülekeznek a tévé előtt, de hamarosan rájönnek, hogy áprilisi tréfa áldozatai lettek – elkezdődik egy új műsor, a Queef Sisters (magyar fordításban Punipuki nővérek). A műsor javarészt arról szól, hogy a főszereplő nővérek vaginálisan szellentenek. A fiúk undorítónak találják a műsort (noha a szellentést viccesnek tartják) és másnap az iskolában Cartman felhívja a Canada Channel-t, hogy panaszt tegyen az új műsor miatt. Mivel telefonon nem érnek el semmit, Butters-szel levelet írnak a csatorna igazgatójának. Ekkor hirtelen megjelennek a lányok, akik szerint szórakoztató, hogy a fiúk ennyire undorodnak a vaginális szellentéstől. Egyikük a hecc kedvéért vaginálisan rászellent Butters fejére, aki sokkos állapotba kerül és üvöltve hazarohan.
Terrance-t és Phillippet kirúgják a tévécsatornától, mivel a Punipuki nővérek műsora sokkal nézettebb, mint az övéké. A komikus páros ezért dühösen elmegy a nővérekhez, Katie-hez és Kathrine-hez, hogy bosszúból megöljék őket. Ám megtudják tőlük, hogy ők a nővérek példaképei, és végül egymásba szeretnek. Hogy kapcsolatukat elmélyítsék, négyesben elutaznak a kanadai borvidékre. Miután Butters az események hatására ágynak esik és betegség tör ki rajta, az iskolában szülői értekezletet tartanak a vaginális szellentésről. A férfiak a szellentés betiltását követelik, de a nők szerint a férfiak csak túlreagálják a dolgot. Mivel az értekezlet kudarcba fullad, a fiúk a bíróságon követelik a vaginális szellentés betiltását, melyet sikerrel véghez is visznek. A nők nagyon elkeserednek, Sharon Marsh szerint mindannyian örültek, hogy végre valamivel tudták bosszantani a férfiakat, és nem csak mindig nekik kellett elviselni a férfiak gyerekes viselkedését. Randy Marsh és Stan ezt meghallva rájön, hogy hibát követtek el, mert az egész ügy valójában a nők egyenjogúságáról szólt. Ezért a South Park-i férfiak közösen elénekelnek rádióban egy dalt, hogy kiengeszteljék a nőket. Az epizód legvégén Terrance és Phillip összeházasodik a nővérekkel egy szellentésekkel teli szertartás folyamán.
|  | Itt a vége a cselekmény részletezésének! |

## Popkulturális utalások

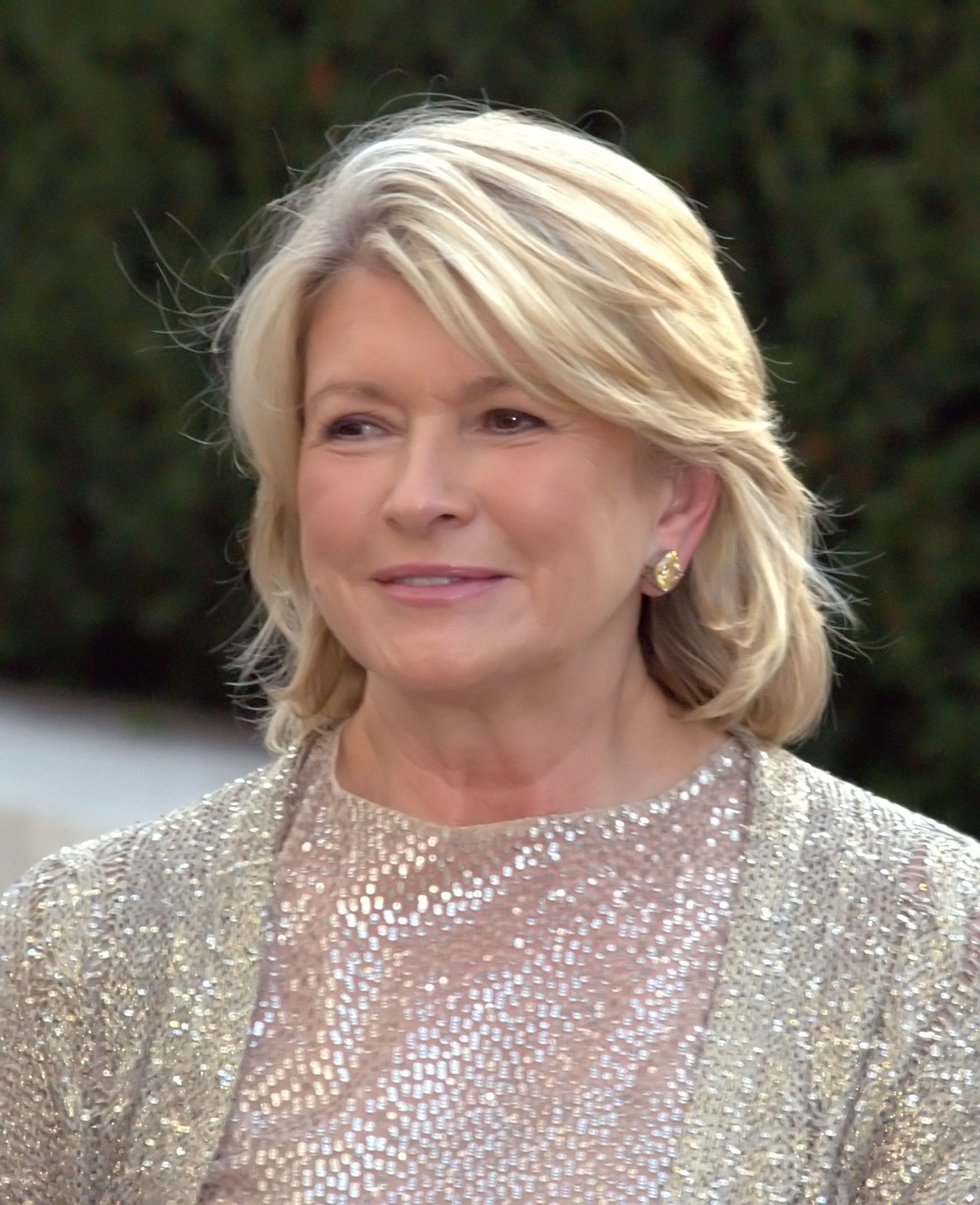
Martha Stewart, akit az epizódban kifiguráznak

A nővérek könyvének, illetve az epizódnak az eredeti címe szatirikus utalás Elizabeth Gilbert könyvének címére, amely az Ízek, imák, szerelmek (eredetileg Eat, Pray, Love) címet viseli. Egy rövid jelenetben feltűnik Martha Stewart, aki műsorában, a The Martha Stewart Show-ban a punipuki „kidekorálásához” ad tanácsokat. Katie-t és Katherine-t Regis Philbin és Kelly Ripa műsorvezetők látják vendégül, a Live with Regis and Kelly című show-műsorban. A női szenátor punipukija a Mad Max 2. – Az országúti harcos című film egyik dialógusából tartalmaz részleteket. Az epizód végén elhangzó dal, melyet a férfiak elénekelnek, a Michael Jackson és Lionel Richie által írt We Are the World 1985-ös című szám paródiája.
Az epizódban a Canada Channel a várva várt Terrance és Phillip Show helyett a Punipuki Nővérek című műsort adja le áprilisi tréfa gyanánt. Ez utalás a South Park második évadjának első epizódjára, melyből a rajongók azt remélték, hogy végre megtudják, hogy ki Eric Cartman apja, hiszen az előző részben nyitva maradt a történet. Ám a folytatás helyett a készítők áprilisi tréfaként egy Terrance és Phillip-epizódot adtak le. Ez a tréfa annak idején számos rajongót feldühített.

## Fogadtatás
Az epizód előzetese látható volt a sorozat South Park Studios elnevezésű, hivatalos weboldalán, melyet a bemutató előtti héten több mint 500 ezer alkalommal töltöttek le. Az amerikai premiert a Nielsen Ratings szerint összességében 3 millió háztartásban követték figyelemmel, ezáltal az epizód a Comedy Central legnézettebb műsora volt a héten (egymilliónál is többen látták, mint a második legnézettebb műsort, a The Daily Show április 1-i adását).
Niki Payne a Philadelphia Examiner-ben azt írja, hogy jelenleg talán ez az egyik kedvenc South Park-epizódja, mert a mondanivalója a férfiak és nők közötti kettős mércéről annyira célba talált. Különösen dicsérte azt a jelenetet, melyben Stan és Randy felháborodik, amikor Stan anyja és nővére az ebédlőasztalnál kezd el vaginálisan szellenteni. Aemilia Scott (The Huffington Post) saját bevallása szerint talán még soha nem látott ennél jobb érvelést a feminizmus mellett televíziós műsorban. Carlos Delgado, az If Magazine-ban „sokkolónak, felháborítónak és obszcén módon viccesnek” írja le az epizódot, különösen a Martha Stewart-jelenetet élvezte. Továbbá szerinte a rész bebizonyítja, hogy a South Park bármilyen problémát képes bemutatni a saját, egyedülálló módján. Josh Modell az A.V. Club-tól „B” (azaz jó) osztályzatot ítélt meg az epizódnak, mivel Katie és Katherine rajzolt alakja különösen vicces volt, ugyanakkor a vaginális szellentéssel kapcsolatos poénok a történet végére kissé elcsépeltté váltak.
Nem minden kritika volt pozitív; Travis Fickett (IGN) úgy véli, az epizód „tankönyvi példa lehetne egy kiábrándító South Park-részre”. Véleménye szerint a poénok kiszámíthatóak, lassúak és unalmasak voltak, Terrance és Phillip figurája pedig nem elég vicces ahhoz, hogy egy epizódban nagyobb hangsúlyt kapjon.

## DVD megjelenés
A 13. évad többi részével együtt a Punifingék az Amerikai Egyesült Államokban 2010. március 16-án jelent meg háromlemezes DVD-n, illetve kétlemezes Blu-ray disc-en. A lemezeken minden egyes epizódhoz külön szerepel Trey Parker és Matt Stone egy-egy rövid audió-kommentárja, továbbá megtekinthetők a törölt jelenetek és egy „kulisszák mögött” extra, mely a sorozat animálásának folyamatát mutatja be.

## Fordítás
- Ez a szócikk részben vagy egészben a Eat, Pray, Queef című angol Wikipédia-szócikk ezen változatának fordításán alapul.  Az eredeti cikk szerkesztőit annak laptörténete sorolja fel. Ez a jelzés csupán a megfogalmazás eredetét és a szerzői jogokat jelzi, nem szolgál a cikkben szereplő információk forrásmegjelöléseként.

## Külső hivatkozások
- Punifingék Archiválva 2009. december 16-i dátummal a Wayback Machine-ben a South Park Studios hivatalos honlapon
- Punifingék az Internet Movie Database oldalon (angolul)